# Otto von Kotzebue

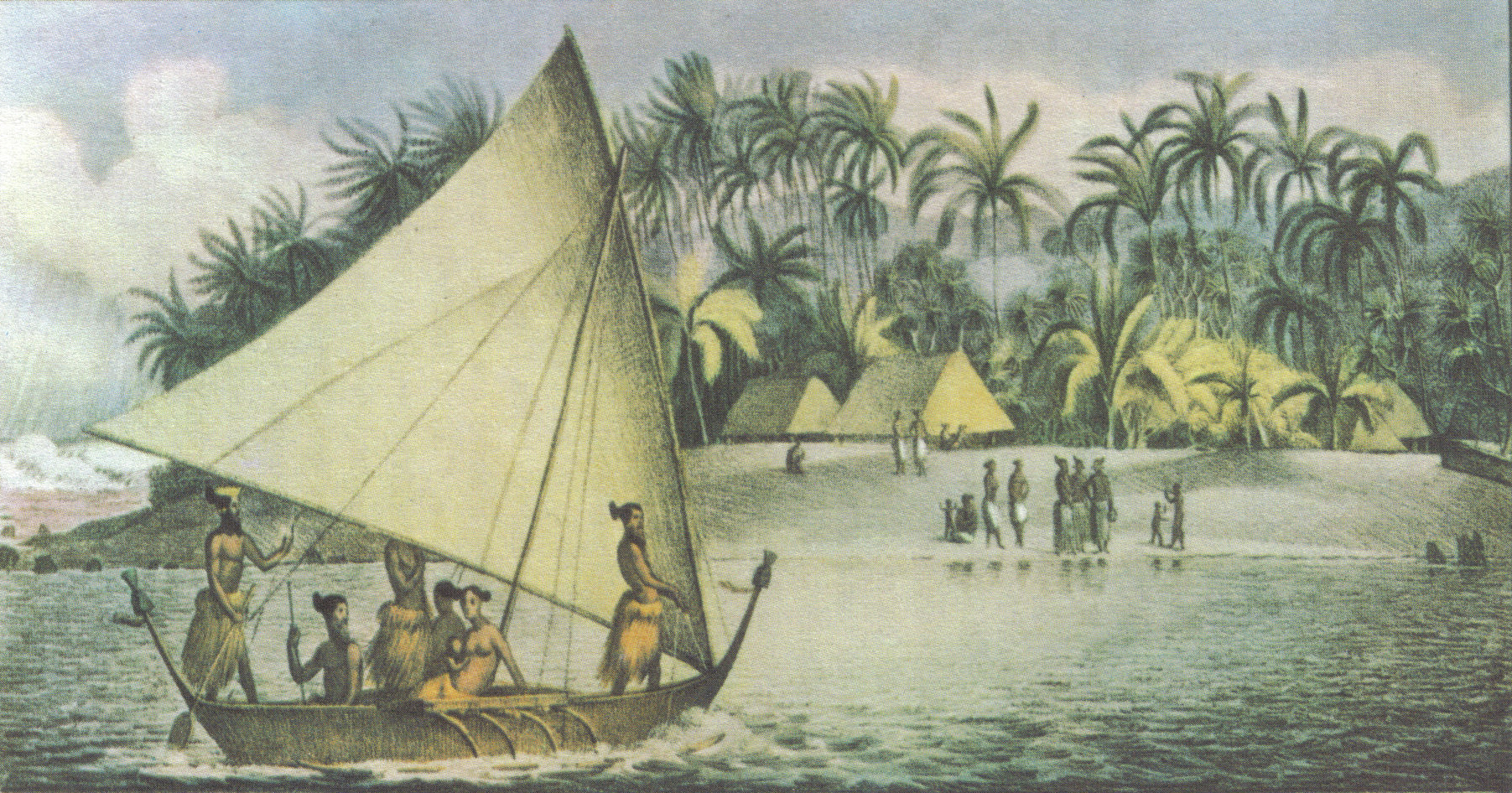
Dibuix de Louis Choris a les illes Krusenstern, avui Tikehau

Otto von Kotzebue (1787 - 1846), en rus Otto Ievstàfievitx Kotsebú (О́тто Евста́фьевич Коцебу́), fou un explorador germànic del Bàltic al servei de Rússia que va fer dos viatges d'exploració al Pacífic, especialment Alaska i les illes Marshall.
Fill del poeta alemany August Friedrich Ferdinand von Kotzebue, va néixer el 30 de desembre del 1787 a Reval, avui Tallinn a Estònia i aleshores part de l'Imperi Rus. Amb quinze anys va participar en el viatge de circumnavegació de Krusenstern. Després de les guerres napoleòniques, els russos van poder organitzar un altre viatge. El promotor va ser el primer canceller Nicolas Romanzoff que va encarregar l'organització a Krusenstern.

## Primer viatge
Kotzebue va ser ascendit a tinent de navili i se li va encarregar el comandament del Rurik amb l'objectiu de trobar un pas per l'oceà Àrtic i explorar el nord-oest americà i el nord-est asiàtic. La tripulació constava només de trenta-dos homes inclòs el naturalista Adelbert von Chamisso i el dibuixant Louis Choris. Chamisso era un famós poeta alemany que va demanar substituir a última hora al botànic que hi havia renunciat.
Després de partir el 30 de juliol de 1815, va girar el cap d'Hornos i va descobrir l'illa Romanzoff, avui Tikei a les Tuamotu, i diverses illes a les Marshall on va fer llargues estades. Va explorar el litoral nord d'Alaska descobrint Kotzebue Sound i el golf i cap de Krusenstern. Descansà unes setmanes a les illes Sandwich, i a les illes Marshall descobrí l'1 de gener del 1817 l'illa New Year, avui Mejit. Renuncià a fer una segona exploració d'Alaska per motius de salut i tornà a Sant Petersburg, el 3 d'agost de 1818, amb una valuosa informació etnogràfica i una col·lecció de plantes desconegudes.
Ruta del viatge (en cursiva, els noms històrics):
- Kronstadt, 30 de juliol de 1815.
- Copenhaguen, Plymouth, Tenerife, cap d'Hornos
- Concepción, a Xile, 13 de febrer a 8 de març de 1816
- Illa de Pasqua, 28 de març.
- Illes Tuamotu: Romanzoff (Tikei), Krusenstern (Tikehau), Rurik (Arutua)
- Illes Cook: Penrhyn, 30 d'abril.
- Illes Marshall.
- Kamtxatka, 19 de juny al 17 de juliol
- Estret de Bering, Alaska, illes Aleutianes.
- San Francisco, 2 d'octubre a 1 de novembre.
- Illes Hawaii: Owhyhee (Hawaii), 28 de novembre a 14 de desembre.
- Illes Marshall: grups Radack i Ralik, de l'1 de gener al 18 de març de 1817.
- Illes Aleutianes, 24 d'abril a 22 de juliol.
- Illes Hawaii: Oahu, 1 a 14 d'octubre.
- Illes Marshall, 30 d'octubre al 5 de novembre.
- Guam, Filipines.
- Neva, 3 d'agost de 1818.

## Segon viatge
Ascendit a capità, el 1823 va fer una altra expedició al Pacífic. L'acompanyà el físic Heinrich Lenz, que després es faria famós. Via cap d'Hornos i després de visitar les illes de la Societat, va arribar a Petropàvolvsk el juliol de 1824. Va rectificar el traçat del litoral asiàtic, va visitar les illes dels Navegants, les illes Sandwich, Mariannes, Filipines i Nova Caledònia arribant a Kronstadt el juliol de 1826.
Ruta del viatge:
- Illes Tuamotu: Predpiaté (Fakahina), Aratchev (Fangatau), Romanzoff (Tikei), Carlshof (Aratika)
- Illes de la Societat: Tahití, Bellinghausen (Motu One).
- Illes Marshall, 28 d'abril a 6 de maig de 1824.
- Petropavlovsk, juliol.
- Illes Samoa: Kordinkov (Atol Rose)
- Illes Marshall, 5 a 11 d'octubre de 1825.
- Kronstadt, 10 de juliol de 1826.

Va morir a la seva ciutat natal, el 15 de febrer de 1846. A més dels relats de Kotzebue, també van fer publicacions destacades Chamisso, Choris i Eschscholtz.